# ヴォルチェ (小惑星)
ヴォルチェ (1795 Woltjer) は小惑星帯に位置する小惑星である。パロマー天文台のトム・ゲーレルスとライデン天文台のファン・ハウテン夫妻が発見した。
オランダの天文学者ヤン・ヴォルチェに因んで命名された。